# Najla Ayoubi
Najla Ayoubi es una abogada y exjueza afgana, defensora de los derechos de las mujeres. Se convirtió en directora de Programas Globales del Tratado Every Woman una campaña para un nuevo tratado global sobre la violencia contra las mujeres y las niñas.

## Trayectoria
Najla completó sus estudios de derecho en 1989, más tarde realizó una maestría en Derecho y Política de la Universidad Estatal de Tayikistán y una maestría en Estudios de Recuperación y Desarrollo de Posguerra de la Universidad de York del Reino Unido.
Najla fue la primera jueza mujer en la provincia de Parwan, Afganistán. Ocupó cargos jurídicos de interés público en el gobierno entre 1988 y 2007 y participó en el proceso de elaboración de la Constitución de Afganistán entre 2003 y 2004. Supervisó el desarrollo programático y la creación de material y talleres de educación cívica en la Secretaría de la Comisión de Constitución establecida en virtud del Acuerdo de Bonn en 2002. Najla trabajó para el Órgano de Gestión Electoral entre 2004 y 2006, una entidad afgana y de la ONU encargada, por decreto presidencial, de gestionar y administrar las elecciones en Afganistán. De 2004 a 2002 trabajó como Directora de Difusión Pública y como Comisionada. También fue investigadora visitante en el Instituto de Política de la Universidad de Chicago.
Najla fue también directora en Afganistán de Open Society Foundations. En 2011 trabajó en la Fundación Asia como representante adjunta en el país. Najla es activista por los derechos de las mujeres, con especial atención a los derechos de las mujeres en Afganistán. En 2022, dio un discurso en la ONU durante un evento de alto nivel sobre la situación de los derechos humanos en Afganistán y la mejora de las medidas de protección y seguridad para las mujeres y las niñas.

## Reconocimientos
En 2015, recibió el premio Women Peacemaker en el Instituto Joan Kroc para la Paz y la Justicia de la  Universidad de San Diego. También fue incluida en #Femilist100, organizada por The Gender Security Project, en marzo de 2021.

## Vida personal
Najla y su familia fueron blanco de extremistas cuando vivía en Afganistán. El hermano de Najla fue asesinado por el grupo yihadista Hisb-e-Islami y su padre fue asesinado por sus opiniones liberales en apoyo de los derechos humanos y de las mujeres. Después de que su padre y su hermano fueran asesinados a principios de los años noventa, Najla trabajó como modista y dirigió una escuela de sastrería para otras 40 mujeres jóvenes que habían perdido a familiares. Después de recibir serias amenazas contra su vida, huyó de Afganistán y buscó asilo en los Estados Unidos.